# 巴爾卡 (庫皮揚斯克區)
50°2′26″N 37°22′2″E / 50.04056°N 37.36722°E
巴爾卡（烏克蘭語：Балка）是位於烏克蘭東部的村莊，由哈爾科夫州庫皮揚斯克區的大布尔卢克市镇負責管轄。該村始建於1700年，面積0.6平方公里，海拔高度160米，2001年人口168，人口密度每平方公里280.5人。